# Blue Mountain State
Blue Mountain State ist eine US-amerikanische Sport-Comedy-Serie, die 2010 von Chris Romano und Eric Falconer entwickelt wurde. Die ausführende Produktionsfirma ist Lionsgate Television. Am 20. Februar 2012 gab Spike bekannt, dass es keine Fortsetzung und somit keine vierte Staffel von Blue Mountain State geben wird.
Im April 2014 wurde ein BMS-Film angekündigt. Zur Finanzierung wurde eine Crowdfunding-Kampagne auf der Plattform Kickstarter gestartet, die ihr Ziel von 1,5 Millionen US-Dollar erreichen konnte. Regie führte Jay Chandrasekhar.

## Thema
Die Serie dreht sich hauptsächlich um die Charaktere der American-Football-Mannschaft der Universität Blue Mountain State, den Goats. Sie handelt von männlichen Studienanfängern an einem amerikanischen College und behandelt Themen wie Football, Frauenaufreißen und Partys mit exzessivem Alkohol- und Drogenkonsum.

## Hauptfiguren
- Alex Moran (Darin Brooks): Alex kommt aus Cheyenne, hat gerade sein Studium an der Blue Mountain State begonnen und ist der Ersatz-Quarterback der Football-Mannschaft. Im Gegensatz zu anderen Teammitgliedern sieht er seinen Sport nicht als Sprungbrett in die NFL, sondern nimmt gerne die Rolle des Ersatzmannes ein, obwohl er ein ausgezeichneter Athlet und selten guter Quarterback ist. Ebenso hat er sich damit angefreundet, nach Beendigung seines Studiums ein einfaches Durchschnittsleben zu führen. So dient seine Teamzugehörigkeit hauptsächlich dazu, an Frauen heranzukommen und Teil von vielen Partys zu sein.
- Sammy Cacciatore (Chris Romano): Genau wie Alex kommt Sammy aus Wyoming, ist das erste Jahr an der Blue Mountain State und schon lange der beste Freund von Alex. Außerdem wohnt Sammy mit Alex zusammen und ist das Maskottchen der „Goats“. Seine fortwährende Suche nach Frauen und Entschuldigungen sich zu betrinken bringen ihn des Öfteren in kleinere Schwierigkeiten.
- Craig Shilo (Sam Jones III): Craig, oft auch nur Shilo genannt, kommt aus Columbus, war im Jahr vor Studienbeginn High-School-Spieler des Jahres und ist jetzt der neue Starspieler der „Goats“. Im Gegensatz zu den anderen Teammitgliedern ist Craig eher vernünftig und ist sehr an seine äußerst manipulative Freundin Denise gebunden. Als er herausfindet, dass sie ihn mit anderen Männern betrogen hat, macht er Schluss. Sein Ziel ist es, die Heisman Trophy zu gewinnen und später ein großer NFL-Star zu werden. Zu Beginn der zweiten Staffel wird Shilo zur Georgia Tech versetzt und verschwindet damit aus der Serie (sein Charakter wurde aus dem Skript geschrieben, nachdem Jones’ aufgrund größeren Drogenhandels in Hollywood verhaftet und zu einem Jahr Haft und drei Jahren auf Bewährung verurteilt wurde).[3][4]
- Kevin „Thad“ Castle (Alan Ritchson): Thad ist der Linebacker und Captain der Mannschaft. Er stammt aus Connecticut. Trotz seiner herausragenden Leistungen als Footballspieler wird er vom Großteil der Mannschaft aufgrund seiner exzentrischen und übertrieben überreizten Art nicht besonders gemocht. Sein Vater starb im Bosnienkrieg und hat dort mit einer Affäre Thads Halbschwester Alma gezeugt. Ferner neigt Thad zu homoerotischem Verhalten, besonders wenn es um die Aufnahmerituale der neuen Spieler des Teams geht. In der Folge „Der Goldene Arm“ kommt heraus, dass er sich vor jedem Spiel Tollwut spritzt, um seine Leistung zu verbessern, da nur „Idioten“ Steroide verwenden, weil es in Doping-Tests nachweisbar ist.
- Denise Roy (Gabrielle Dennis): Schon seit der High School ist Denise die Freundin von Craig und hat somit schon „mehr als 8 Prozent ihres Lebens mit ihm verbracht“. Die ehemalige Königin des High-School-Abschlussballs und Vorzeigestudentin der Blue Mountain State besitzt einen kalten und berechnenden Charakter. Außerdem weigert sich Denise, unter dem Vorwand Craig zu besseren Ergebnissen im Football führen zu wollen, mit ihm zu schlafen. Hinter seinem Rücken jedoch hat sie einen Flotten Dreier mit zwei anderen Frauen und schläft mit einem Studenten aus ihrem Marketing-Kurs. Insgesamt betrügt sie Craig mit 9 Männern und 5 Frauen. Einzig Alex ist in der Lage, sie zu durchschauen.
- Mary Jo Cacciatore (Frankie Shaw): Mary Jo Cacciatore ist die Halbschwester von Sammy Cacciatore, die seit der zweiten Staffel auch auf der Blue Mountain State studiert. Aufgrund ihrer Begabungen erhält sie ein volles Stipendium, wird jedoch sofort zum Cheerleader und verbringt ihre Zeit hauptsächlich auf den ausgelassenen Partys im „Goat House“. Sie versucht häufig, Alex Moran zu verführen, wird jedoch immer abgewiesen, da sie die Halbschwester seines besten Freundes Sammy ist.

## Besetzung
| Rolle               | Darsteller       | Hauptrolle (Staffel) | Nebenrolle (Staffel) | Dt. Synchronsprecher |
| ------------------- | ---------------- | -------------------- | -------------------- | -------------------- |
| Alex Moran          | Darin Brooks     | 1–3                  |                      | Ozan Ünal            |
| Thad Castle         | Alan Ritchson    | 1–3                  |                      | Dennis Schmidt-Foß   |
| Sammy Cacciatore    | Chris Romano     | 1–3                  |                      | Tim Knauer           |
| Coach Marty Daniels | Ed Marinaro      | 1–3                  |                      | Jan Spitzer          |
| Denise Roy          | Gabrielle Dennis | 1                    |                      | Maria Koschny        |
| Craig Shilo         | Sam Jones III    | 1                    |                      | Marcel Collé         |
| Mary Jo Cacciatore  | Frankie Shaw     | 2                    | 3                    | Nicole Hannak        |
| Radon Randell       | Page Kennedy     | 2                    |                      | Jan-David Rönfeldt   |
| Debra Simon         | Denise Richards  | 3                    | 2                    | Ranja Bonalana       |

## Ausstrahlung
In den USA wurde die erste Staffel vom 11. Januar bis zum 30. März 2010 auf dem Kabelsender Spike TV ausgestrahlt. Eine zweite Staffel folgte vom 16. Oktober 2010 bis zum 19. Januar 2011. Die dritte Staffel zeigte der Sender vom 17. September bis zum 30. November 2011. Wie Spike im Februar 2012 bekannt gab, wird es keine vierte Staffel geben.
In Deutschland lief die erste Staffel vom 18. April bis zum 4. Juli 2010 und die zweite Staffel vom 9. Juli bis zum 28. August 2011 jeweils auf dem deutschen Sender MTV. Die dritte Staffel wurde im Juni 2015 auf Netflix veröffentlicht.

## DVD-Veröffentlichung
Vereinigte Staaten
- Die erste Staffel erschien am 5. Oktober 2010 auf DVD
- Die zweite Staffel erschien am 13. September 2011 auf DVD

Deutschland
- Die erste Staffel erschien am 10. Juni 2011 auf DVD
- Die zweite Staffel erschien im April 2012 auf DVD
- Die dritte Staffel erschien am 24. Februar 2017 auf DVD
- The Rise of Thadland der an die Serie anschließende Film, erschien ebenfalls am 24. Februar 2017 auf Blu-ray Disc und DVD.